# Турн-и-Таксис, Евгений Александр
Евгений Александр Франц фон Турн-и-Таксис (нем. Eugen Alexander Franz von Thurn und Taxis; 11 января 1652, Брюссель — 21 февраля 1714, Франкфурт-на-Майне) — 1-й князь Турн-и-Таксис, генеральный почтмейстер Имперской почты.

## Жизнь
Евгений Александр Франц был вторым сыном графа Ламораля II Клавдия Франца фон Турн-и-Таксис и его супруги Анны Франциски Евгении фон Горн. Дата его рождения неизвестна; он был крещён 11 января 1652 года в Брюсселе.
После смерти отца Евгений Александр унаследовал пост генерального почтмейстера Имперской почты и испанских Нидерландов. В 1681 году последний габсбургский король Испании Карл II возвёл Евгения Александра из графов в князья, а император Священной Римской империи Леопольд I сделал его имперским князем в 1695 году.
После французской оккупации испанских Нидерландов во время войны за испанское наследство новый испанский король Филипп V, внук короля Франции Людовика XIV, сместил Евгения Александра с поста генерального почтмейстера испанских Нидерландов. В 1702 году он переместил штаб-квартиру своей почтовой системы из Брюсселя во Франкфурт-на-Майне, где она возникла.

## Семья и дети
Евгений Александр был женат дважды. Его первой супругой была принцесса Аделаида фон Фюрстенберг-Хайлигенберг. У них было десять детей, пять сыновей и пять дочерей. Все дети, кроме сына Ансельма Франца (1681—1739), умерли в младенчестве.
Овдовев, Евгений Александр женился на графине Анне Августе фон Гогенлоэ-Вальденбург-Шиллингсфюрст. У них было три сына и дочь, все умерли в младенчестве.